# Сайон-хаус
Сайон-хаус (англ. Syon House) — старинный особняк герцогов Нортумберлендов на западе Лондона (за пределами исторического города) и окружающий его парк площадью 80 га. Усадьба Сайон расположена на берегу Темзы напротив королевских садов Кью.

## История
Сионом с начала XV века назывался монастырь бригиток, уничтоженный в годы Английской Реформации. Существует легенда, что в знак божьего гнева на короля-реформатора Генриха VIII гроб с его телом, будучи оставлен на ночь в разорённом аббатстве, сам собой раскрылся. Наутро его тело нашли обглоданным псами.
После смерти Генриха регентом стал Эдуард Сеймур, 1-й герцог Сомерсет, который начал в Сайоне строительство загородной резиденции, Сайон-хауса, по итальянским образцам. Через несколько лет он попал в опалу, и дворец достраивал новый владелец, Джон Дадли, 1-й герцог Нортумберленд. Именно здесь была предложена корона его несчастной снохе, леди Джейн Грей. 
После неудачной попытки Марии Тюдор вернуть Сионскую усадьбу бригитткам во дворце водворилось семейство Перси — английская ветвь древнего Брабантского дома. Некоторое время герцог Сомерсет принимал в Сайон-хаусе рассорившуюся с сестрой Анну Стюарт, и здесь же у будущей королевы родился мёртвый ребёнок.

## Архитектор Роберт Адам в Сайоне
Предок нынешних владельцев Сайона, Хью Перси, 1-й герцог Нортумберленд, задумал модернизировать обветшавший особняк и пригласил для этого наиболее востребованных проектировщиков своего времени — архитектора Роберта Адама и ландшафтного архитектора Ланселота Брауна. Работа над интерьерами Сайон-хауса продолжалась до 1769 года, когда у герцога закончились средства.
Анфилада оформленных Адамом помещений Сайон-хауса представляет собой первый в Англии памятник позднего палладианства, или «Стиля Адам», замечательный искусным сочетанием классицистических ордерных элементов и «помпейского орнамента», а также тонкого цветового решения. Большую известность получило фойе, стилизованное под античную базилику. А вот планам возведения центральной ротонды не суждено было исполниться.
Среди парковых павильонов останавливает на себе внимание первая в мире оранжерея из стекла и металла (1828—1830).

## Культурные аллюзии
- Сайон-хаус является излюбленным местом для съёмок исторических фильмов. В частности, его можно увидеть в лентах «Безумие короля Георга» (1994), «Эмма» (1996), «Мстители» (1998), «Дневник Бриджит Джонс» (2001) и «Госфорд-парк» (2001).
- Садам Сайона посвящена опубликованная в 2002 году книга стихов Джеффри Хилла «The Orchards of Syon».